# Schnelltriebwagen

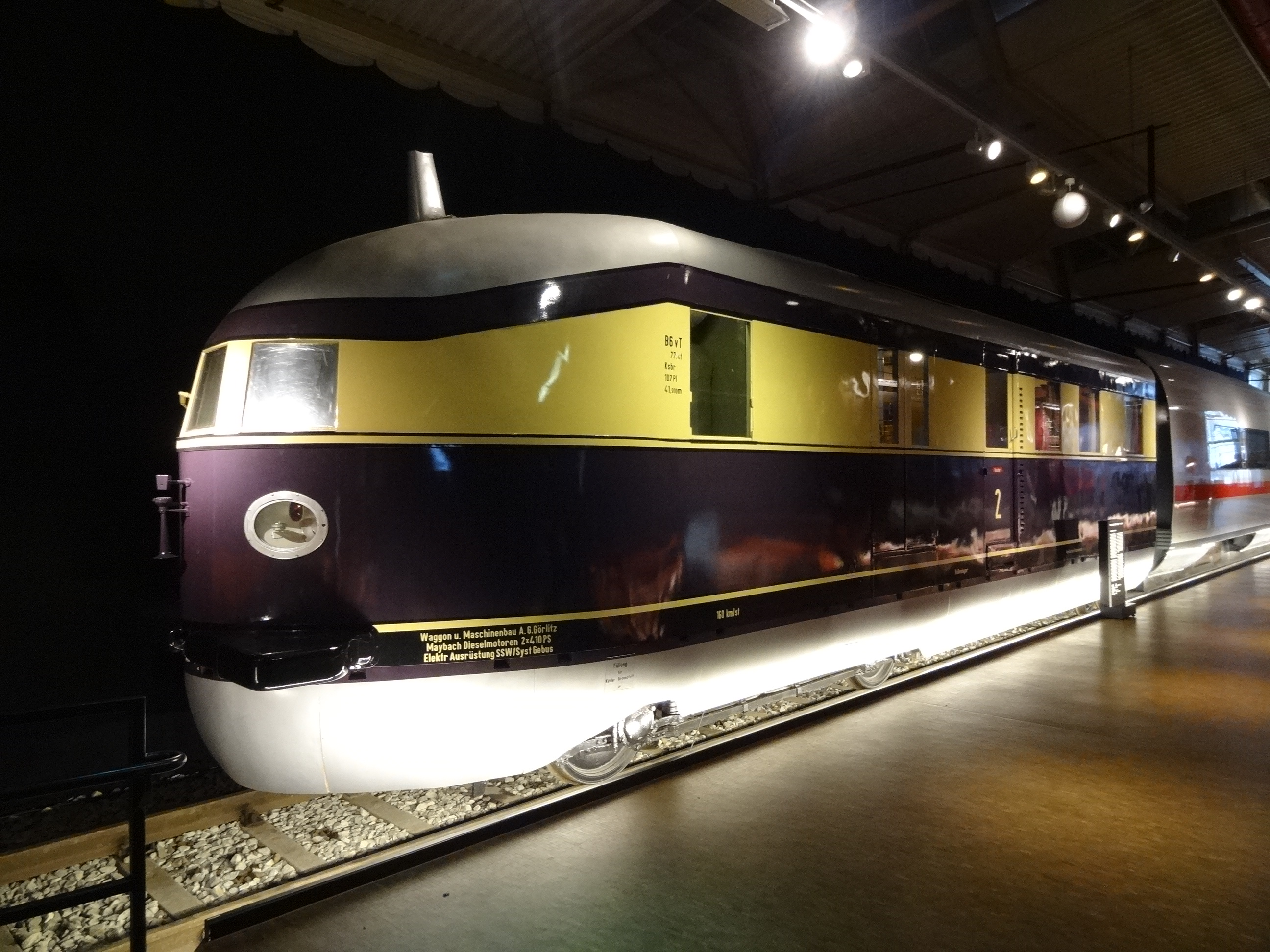
Der 1932 erstmals eingesetzte „Fliegende Hamburger“ DR 877 war der erste planmäßig eingesetzte deutsche Schnelltriebwagen

Als Schnelltriebwagen oder auch Schnellverkehrs-Triebwagen bezeichnet man Triebwagen, die als Schnellzug, Expresszug oder Fernschnellzug eingesetzt werden. Ihre Entwicklung begann ab Beginn der 1930er Jahre in Europa sowie den Vereinigten Staaten und erreichte einen ersten Höhepunkt mit Triebzügen in Deutschland, Frankreich und den Vereinigten Staaten. Nach dem Zweiten Weltkrieg wurde die Entwicklung zu den heutigen Hochgeschwindigkeitszügen weitergeführt. Für heutige Triebwagenzüge im Hochgeschwindigkeitsverkehr wird die Bezeichnung nur noch selten verwendet.

## Vorläufer und Konzeption

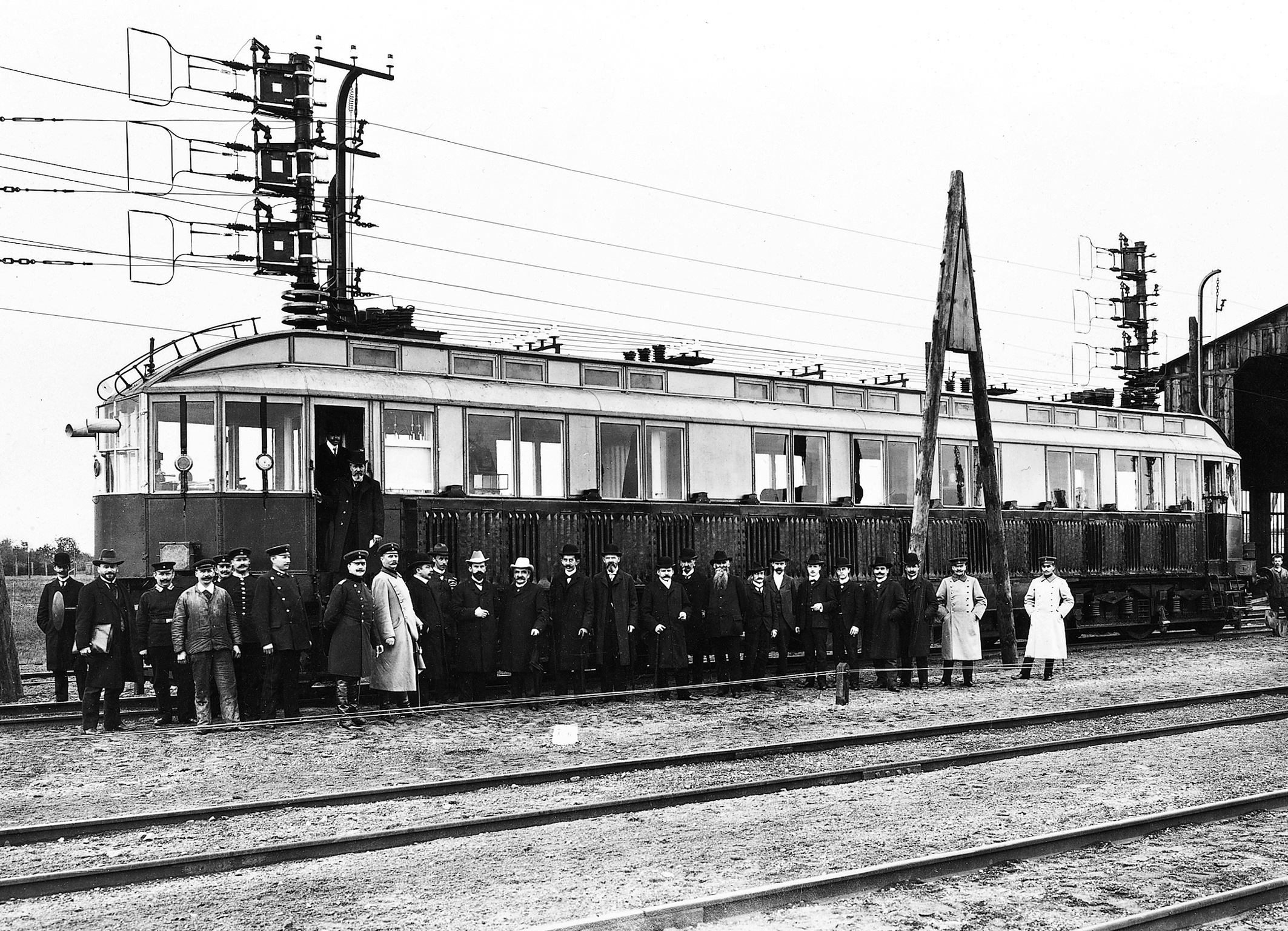
Siemens-Drehstromtriebwagen

Erste Schnellfahrversuche mit Triebwagen erfolgten 1903 durch die Studiengesellschaft für Elektrische Schnellbahnen. Ein Drehstrom-Triebwagen erreichte auf der mit einer dreipoligen Drehstrom-Fahrleitung ausgestatteten Versuchsstrecke Marienfelde–Zossen bei Berlin eine Höchstgeschwindigkeit von rund 210 km/h. Weitere Entwicklungen in diese Richtung fanden nicht statt.
Erst nach dem Ersten Weltkrieg begann man sich erneut mit schnellfahrenden Triebwagen zu befassen. Aufgrund der fortgeschrittenen Entwicklung von Verbrennungsmotoren und dem noch geringen Anteil elektrifizierter Strecken setzte man einstweilen auf diese Antriebsart. So war auch der 1930 gebaute Schienenzeppelin als Triebwagen mit Verbrennungsmotor konzipiert. Das Fahrzeug stellte bei einer Versuchsfahrt am 31. Mai 1931 auf der Bahnstrecke Berlin–Hamburg mit 230 km/h einen Geschwindigkeits-Weltrekord auf.
Ab den 1930er Jahren wiesen alle Schnelltriebwagen einige wesentliche Gemeinsamkeiten auf, dies waren u. a.: eine glatte, möglichst aerodynamische Form, innovative Antriebskonzepte unter Verwendung von Dieselmotoren und Wagenkästen aus verschweißten Stahlspanten und -blechen. Die meisten Schnelltriebwagen verkehrten zudem als Einzelfahrzeuge mit begrenztem Platzangebot und boten gehobene Ausstattung sowie ein Buffet an Bord.

## Deutschland

### Deutsche Reichsbahn

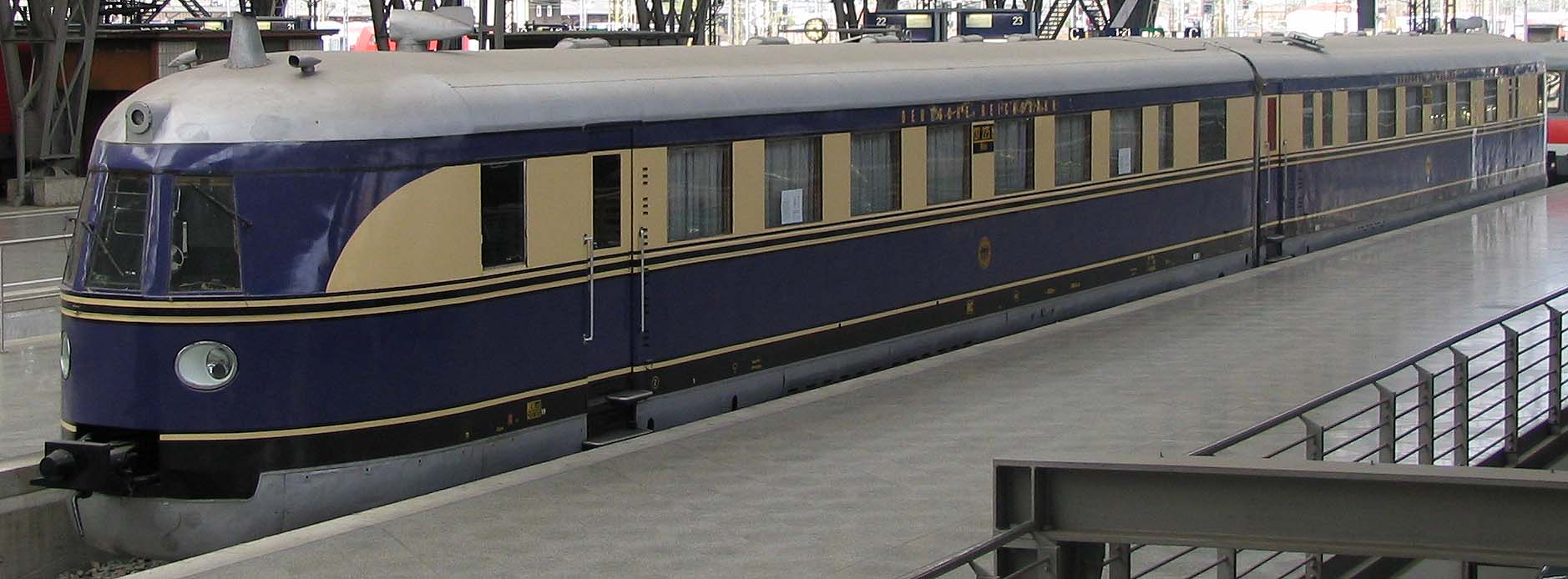
Restaurierter SVT 137 225 in Leipzig

Das durch die Schnelltriebwagen bediente Streckennetz

Um der zunehmenden Konkurrenz des Straßenverkehrs entgegenzutreten, begann die Deutsche Reichsbahn-Gesellschaft (DRG) im November 1930 als Zusammenarbeit zwischen dem Reichsbahn-Zentralamt und der Görlitzer Waggonbaufabrik mit der Entwicklung eines neuen Triebzuges. Durch die Fortentwicklung der Dieselmotoren vom langsamlaufenden schweren Aggregat zum leistungsfähigeren, schnelllaufenden Fahrzeugantrieb ergaben sich für den Triebwagenbau neue Möglichkeiten. Bereits 1932 wurden die neuen Zuggattungen „Fernschnelltriebwagen“ (FDt) und „Schnelltriebwagen“ (Dt) eingeführt. Der als „Fliegender Hamburger“ bekanntgewordene zweiteilige Triebzug Nummer 877 erreichte eine Reisegeschwindigkeit von 125 km/h (Höchstgeschwindigkeit im Planeinsatz: 160 km/h); der planmäßige Einsatz begann am 15. Mai 1933 auf der Strecke Berlin–Hamburg.
Der Triebzug 877 war Prototyp für weitere Schnelltriebwagen, die sogenannten „Fliegenden Züge“:
- die zweiteilige Bauart „Hamburg“ DR 137 149 bis 152 und 137 224 bis 232 (13 Triebwagen) sowie davon abgeleitete Bauarten:
- die dreiteilige Bauart „Leipzig“ DR 137 153 bis 154 und 137 233 bis 234 (4 Triebwagen)
- die dreiteilige Bauart „Köln“ DR 137 273 bis 278 und DR 137 851 bis 858 (14 Triebwagen)
- die vierteilige Bauart „Berlin“ DR 137 901 bis 903 (2 Triebwagen)
- die vierteilige Bauart „München“ DR 137 904 bis 911 (durch die Kriegsereignisse nicht mehr realisiert)

Auch Schnelltriebwagen mit elektrischem Antrieb wurden entwickelt. Drei Fahrzeuge verschiedener Lieferanten wurden zwischen 1935 und 1937 geliefert und erprobt. Sie waren als DR-Baureihe ET 11 für den Einsatz auf der Strecke München–Berlin vorgesehen, wurden aber zunächst zwischen Berchtesgaden, München und Stuttgart eingesetzt. Nach dem Zweiten Weltkrieg verkehrten sie ab 1957 zeitweise auf der Strecke Frankfurt (Main)–München.
Die Reisegeschwindigkeiten wurde wesentlich gesteigert. Ziel war ein Schnellverkehrsnetz, das alle deutschen Großstädte mit einem Früh- und einem Abendzug untereinander und mit Berlin verbinden sollte. Der Bekanntheitswert des „Fliegenden Hamburgers“ führte zur Bezeichnung von ähnlichen Verbindungen in der Presse als „Fliegender Kölner“ oder „Fliegender Frankfurter“.
Die Verbindung Berlin–Dresden wurde nicht von den Dieseltriebwagen bedient. Hier kam ab 1936 der von den Stromlinienlokomotiven der DR-Baureihe 61 gezogene Henschel-Wegmann-Zug zum Einsatz. Damit wurde versucht, mit der Dampftraktion der sich abzeichnenden Vorrangstellung der Schnelltriebwagen zu begegnen.
Mit dem 1938 gebauten, aber nie fahrplanmäßig eingesetzten Einzelstück des Kruckenberg-Schnelltriebwagens SVT DR 137 155 endete die Entwicklung bei der Reichsbahn, da mit Ausbruch des Zweiten Weltkriegs alle Schnelltriebwagen stillgelegt oder für militärische Zwecke umgerüstet wurden.

### Nachkriegszeit

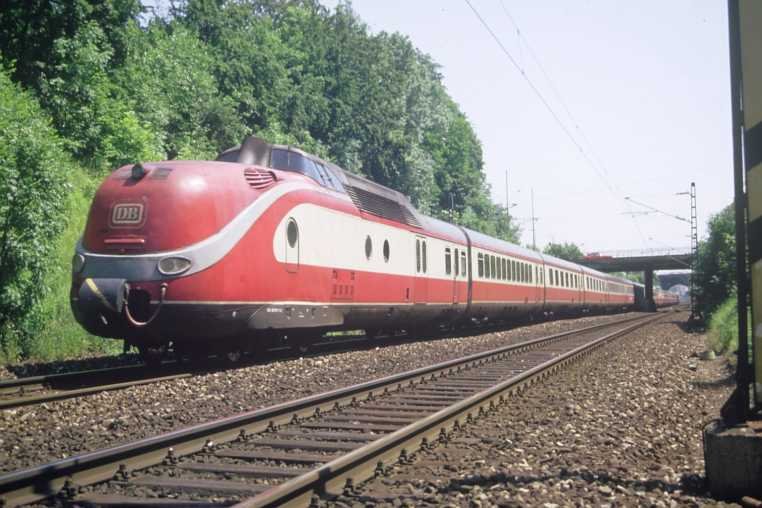
VT 11.5

Nach dem Ende des Krieges verblieben die meisten Schnelltriebwagen in den westlichen Besatzungszonen, einzelne fanden sich in Polen und der Tschechoslowakei oder wurden in die Sowjetunion oder die Vereinigten Staaten gebracht. Die Deutsche Bundesbahn erhielt Anfang der 1950er Jahre die meisten von den Besatzungsmächten zunächst für ihre eigenen Zwecke requirierten Triebwagen zurück und baute damit ein Netz von leichten Fernschnellzügen auf, die zunächst als FT, später als Ft bezeichnet wurden. Mit der Rheinblitz-Gruppe nutzte sie auch die Möglichkeit, mehrere Schnelltriebwagen abschnittsweise gemeinsam zu führen. Die Vorkriegswagen wurden ab 1952 um neue Dieseltriebwagen der DB-Baureihe VT 08 ergänzt.
Für das 1957 eingeführte, die europäischen Metropolen verbindende, Trans-Europ-Express-Netz (TEE) beschaffte die Deutsche Bundesbahn 1957 einen neuen Schnelltriebwagen, den VT 11.5 (später 601). Frankreich stellte mit dem RGP 825, Italien mit dem ALn 442–448 und die Schweiz mit dem RAm (auch Niederlande) und dem RAe-TEE weitere Schnelltriebwagen.
Die Deutsche Reichsbahn beschaffte ab 1964 den Triebzug VT 18.16 (später 175.0) der Bauart Görlitz, der im internationalen Verkehr, unter anderem als „Vindobona“ auf der Strecke Berlin–Prag–Wien und als Expresszug „Neptun“ (Ex 21/22) zwischen Berlin und Kopenhagen, verkehrte.
Sowohl bei der DB als auch bei der DR liefen die Vorkriegs-SVT der DR teilweise noch bis in die 1960er und 1970er Jahre hinein, bis sie Stück für Stück ausgemustert, verkauft oder verschrottet und durch moderne Konstruktionen ersetzt wurden. Die DR hatte zudem Ende der 1950er Jahre die meisten bei der DB verbliebenen Vorkriegstriebwagen erworben, nachdem sie im Westen durch neuere Triebfahrzeuge überflüssig geworden waren.
Die Deutsche Bahn betrieb von 1997 bis 2017 die dieselelektrischen Neigetechnik-Triebzüge der Baureihe 605.

## Dänemark

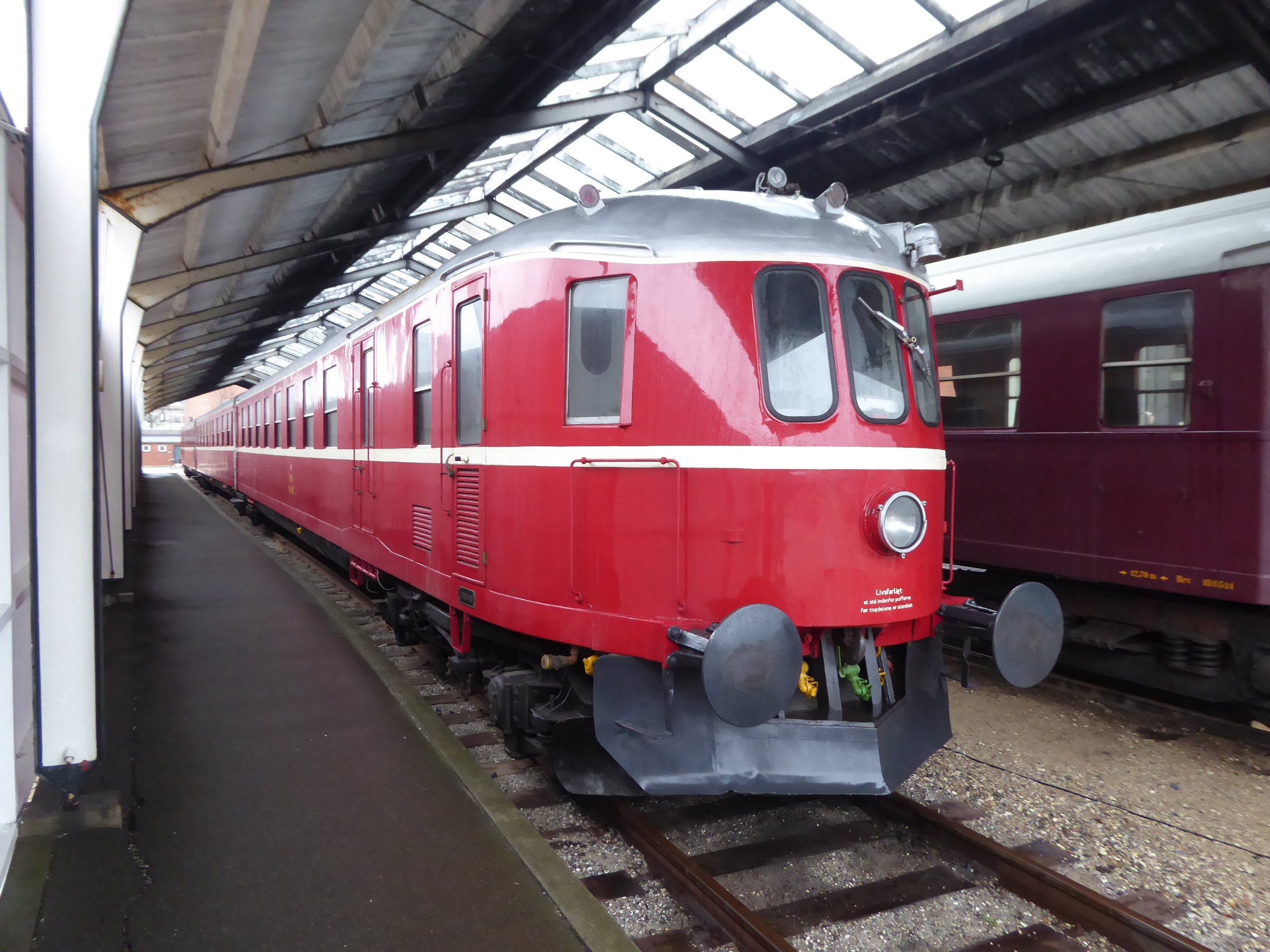
DSB MS

Die Dänischen Staatsbahnen setzten ab 1935 die von Frichs/Scandia nach deutschen Vorbildern konstruierten, drei- und vierteiligen dieselelektrisch angetriebenen Lyntogs (Blitzzüge) der Baureihen MS und MB ein. Die Fahrzeuge erreichten eine Höchstgeschwindigkeit von 120 km/h. Die MS und MB wurden in den 1960er Jahren von den dieselhydraulisch angetriebenen DSB MA, eine Weiterentwicklung der deutschen VT 11.5, abgelöst und fuhren zuletzt noch bis 1973 im Neptun nach Ost-Berlin.

## Frankreich

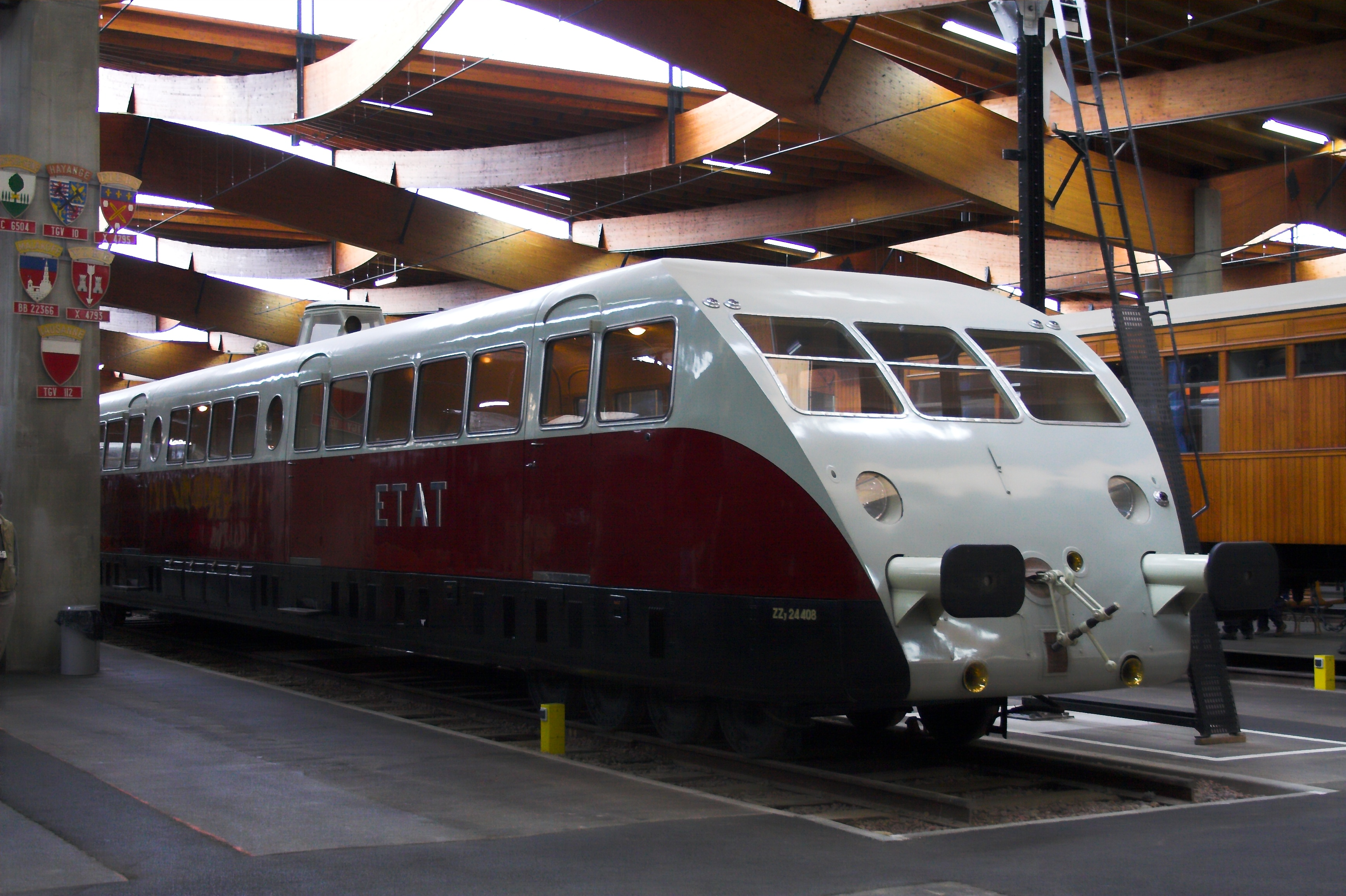
Bugatti-Triebwagen der ETAT im Eisenbahnmuseum Mülhausen

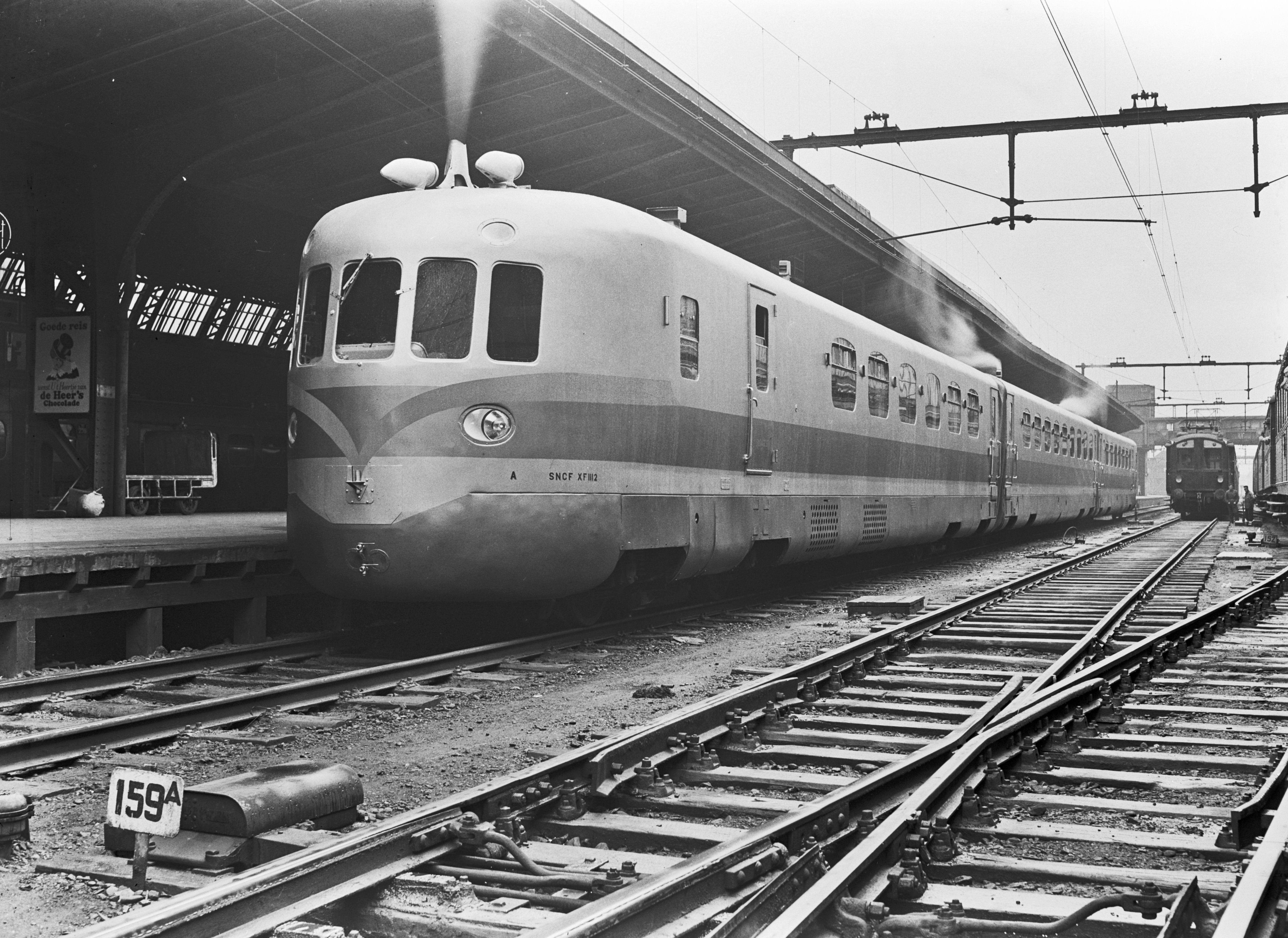
NORD TAR XF 1112 „Picardie“

In Frankreich wurden parallel zu den Entwicklungen in Deutschland ebenfalls schnellfahrende Verbrennungstriebwagen entwickelt. Die Bugatti-Triebwagen wurden zuerst von der staatlichen Chemins de fer de l’État, später auch von der PLM und AL beschafft und kamen von Paris aus zum Einsatz. Es gab Einzelwagen und sogenannte couplages, die aus zwei Wagen bestanden und bei Versuchsfahrten 172 km/h erreichten. Bis in die 1950er Jahre waren diese Triebwagen dann bei der SNCF im Einsatz.
Die französische NORD entwickelte ihre eigenen, TAR (train automoteur rapide, frz.: schneller Motortriebwagen) genannten Züge, die von Franco-Belge gefertigt wurden und auf der Strecke von Paris nach Lille eingesetzt wurden. Diese Triebwagen erreichten Geschwindigkeiten von bis zu 150 km/h und besaßen dieselelektrischen Antrieb nach dem GEBUS-Prinzip.
Eine Spezialität waren die auch als Schnelltriebwagen eingesetzten gummibereiften Schienenbusse vom Typ Micheline.

## Vereinigte Staaten

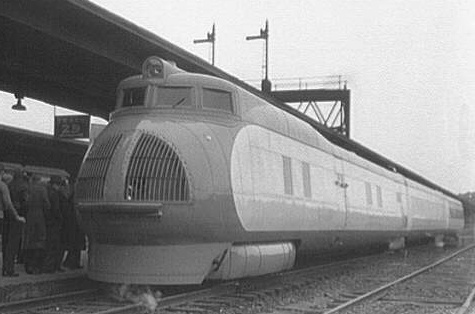
M-10000 der Union Pacific Railroad

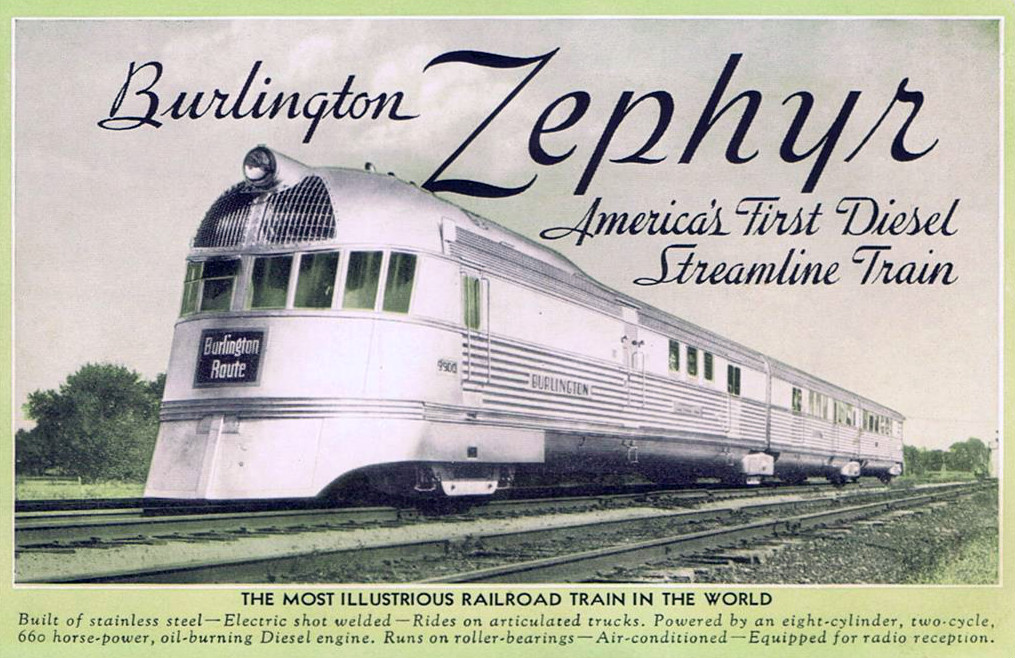

In den Vereinigten Staaten suchten Bahngesellschaften in den 1930er Jahren nach Wegen, dem Personenverkehr mit dem aufkommenden Auto und dem Flugverkehr mehr Konkurrenz zu machen. Dabei entwickelten die Union Pacific Railroad (UP) und die Chicago, Burlington and Quincy Railroad fast zeitgleich eigene Dieseltriebwagen. Den Anfang machte die UP im Februar 1934 mit ihrem UP M-10000, der als City of Salina von Salina (Kansas) nach Kansas City (Kansas) am 13. März 1935 seinen ersten planmäßigen Dienst aufnahm und die Fahrzeit auf der 301 km langen Strecke um 75 Minuten verkürzte. Später tourte der Zug als »Tomorrows Train Today« durch die kompletten Vereinigten Staaten. Der Zug wurde später mehrmals umgebaut und es wurden diverse Nachfolger entwickelt. Der Zug war im regulären Dienst mit bis zu 145 km/h unterwegs und erreichte angeblich eine Höchstgeschwindigkeit von 178 km/h. Auffällig war seine Armour-gelbe Farbgebung.
Nur wenige Monate nach der UP, im Mai 1934, stellt die Burlington Route ihre Pioneer Zephyr genannten Züge in Dienst. Die von Budd gebauten Gelenkzüge fuhren zuerst von Kansas City (Missouri) nach Lincoln (Nebraska) und erreichte auf einer Fahrt von Chicago nach Denver 181 km/h, wobei er mit einer durchschnittlichen Geschwindigkeit von 124 km/h unterwegs war und einen Geschwindigkeitsrekord für diese Verbindung aufstellte.

## Österreich

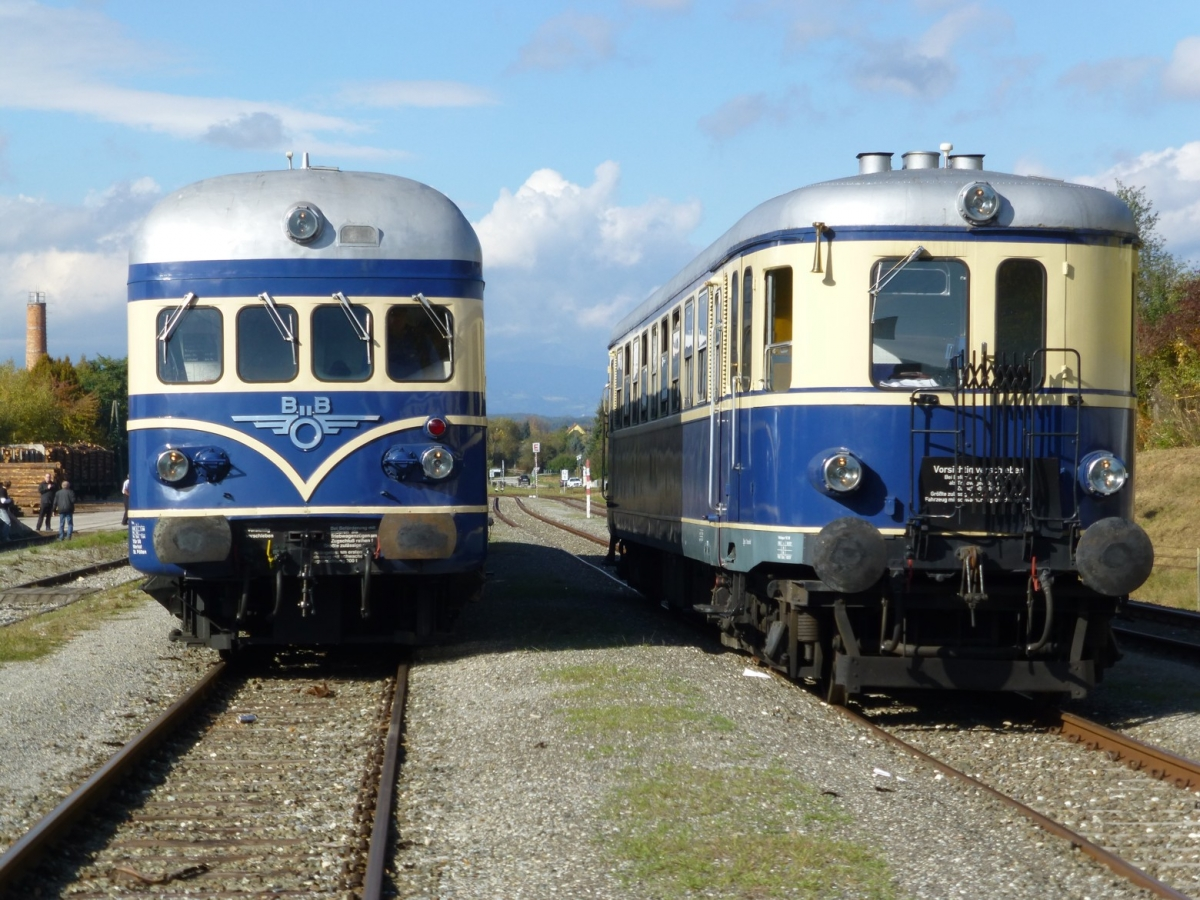
ÖBB 5145 und ÖBB 5042

In Österreich wurden in den frühen 1930er Jahren erstmals Schnelltriebwagen angeschafft. 1933 stellte Austro-Daimler nach mehreren zweiachsigen Typen einen vierachsigen, benzin-hydraulisch angetriebenen Schnelltriebwagen vor, den die BBÖ als VT 63 bezeichneten. Die fragile Leichtbau-Konstruktion erwies sich jedoch als wenig ausreift, zudem kam es zu Problemen mit den (zu) schwachen Benzinmotoren. Einzig die gemeinsam mit Voith entwickelte hydraulische Kraftübertragung bewährte sich.
1935 folgten mit den VT 42 nach Eisenbahngrundsätzen gebaute dieselelektrische Schnelltriebwagen mit einer Höchstgeschwindigkeit von 110 km/h. Der Antrieb erfolgte mit dem GEBUS-Prinzip ähnlich dem Fliegenden Hamburger. 1936 wurden mit den ET 11 zwei elektrische Schnelltriebwagen in ähnlichem Aussehen beschafft. 1938 erfolgten die für den Städteschnellverkehr vorgesehenen dieselhydraulischen VT 44.
In den 1950er Jahren waren die dieselhydraulischen Triebwagen der Reihe 5045, die als Blauer Blitz bekannt wurden, das Aushängeschild der Österreichischen Bundesbahnen, gefolgt von den elektrischen Triebzügen der Reihe 4130 und schließlich den legendären Triebwagenzügen der Reihe 4010 mit dem Spitznamen Transalpin.

## Ungarn

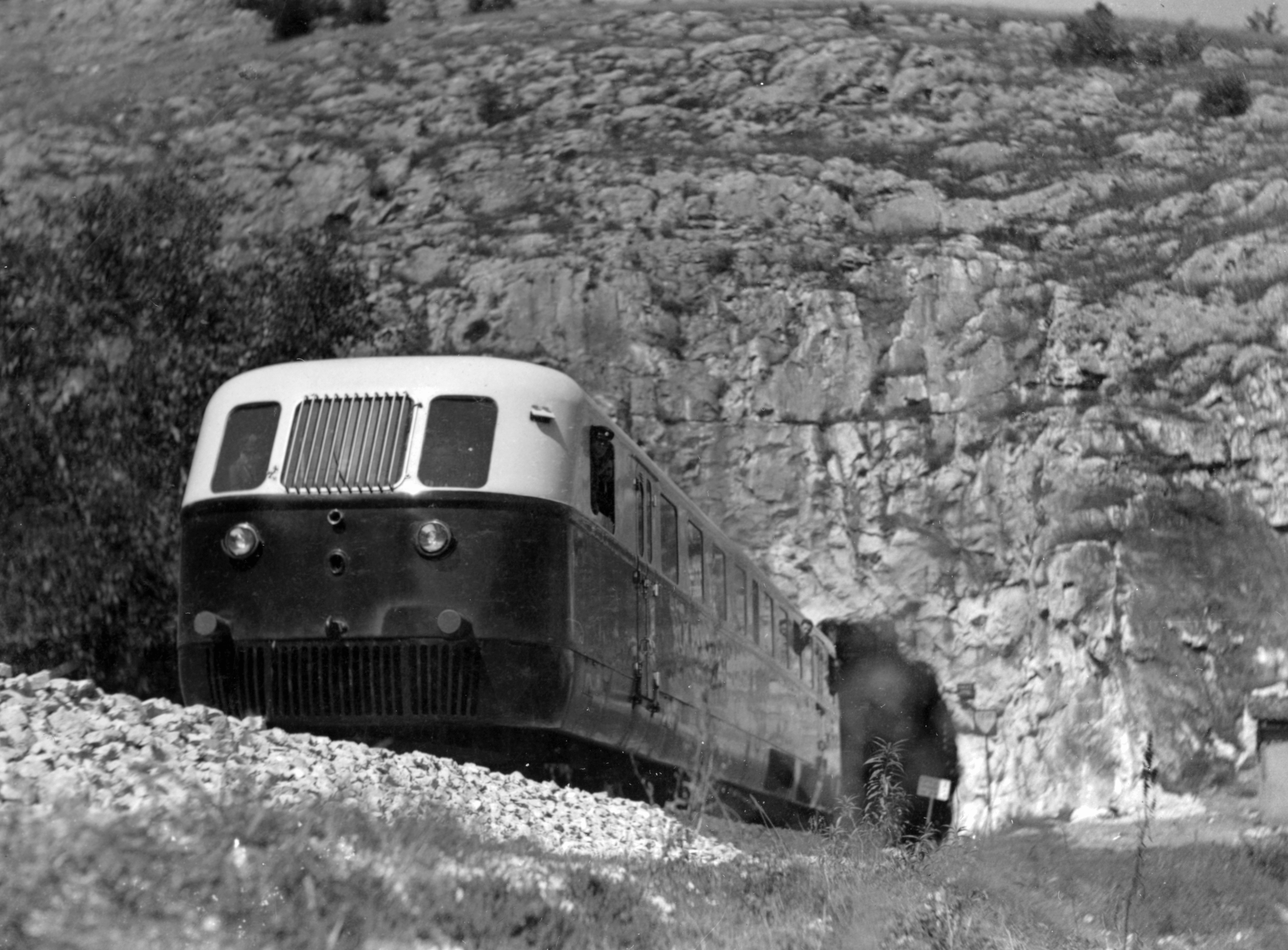
MÁV Árpád

Die auf dem ungarischen Markt führende Firma Ganz & Co. aus Budapest stellte im Juli 1934 die dieselmechanisch angetriebene MÁV-Baureihe Árpád vor, die sich mit einer bis dahin unerreichten Fahrzeit von 2 Stunden und 57 Minuten auf der Strecke Budapest–Wien bewährte. Angetrieben wurde das 110 km/h schnelle Leichtbau-Fahrzeug von einem 240 PS starken Ganz-Jendrassik-Dieselmotor, der seine Kraft über ein pneumatisch geschaltetes Fünfgang-Getriebe an die Achsen des Triebdrehgestells abgab.
Die Àrpáds waren Ausgangspunkt für die Entwicklung der auch in der Tschechoslowakei und Ostdeutschland eingesetzten Type Hargitá.

## Polen

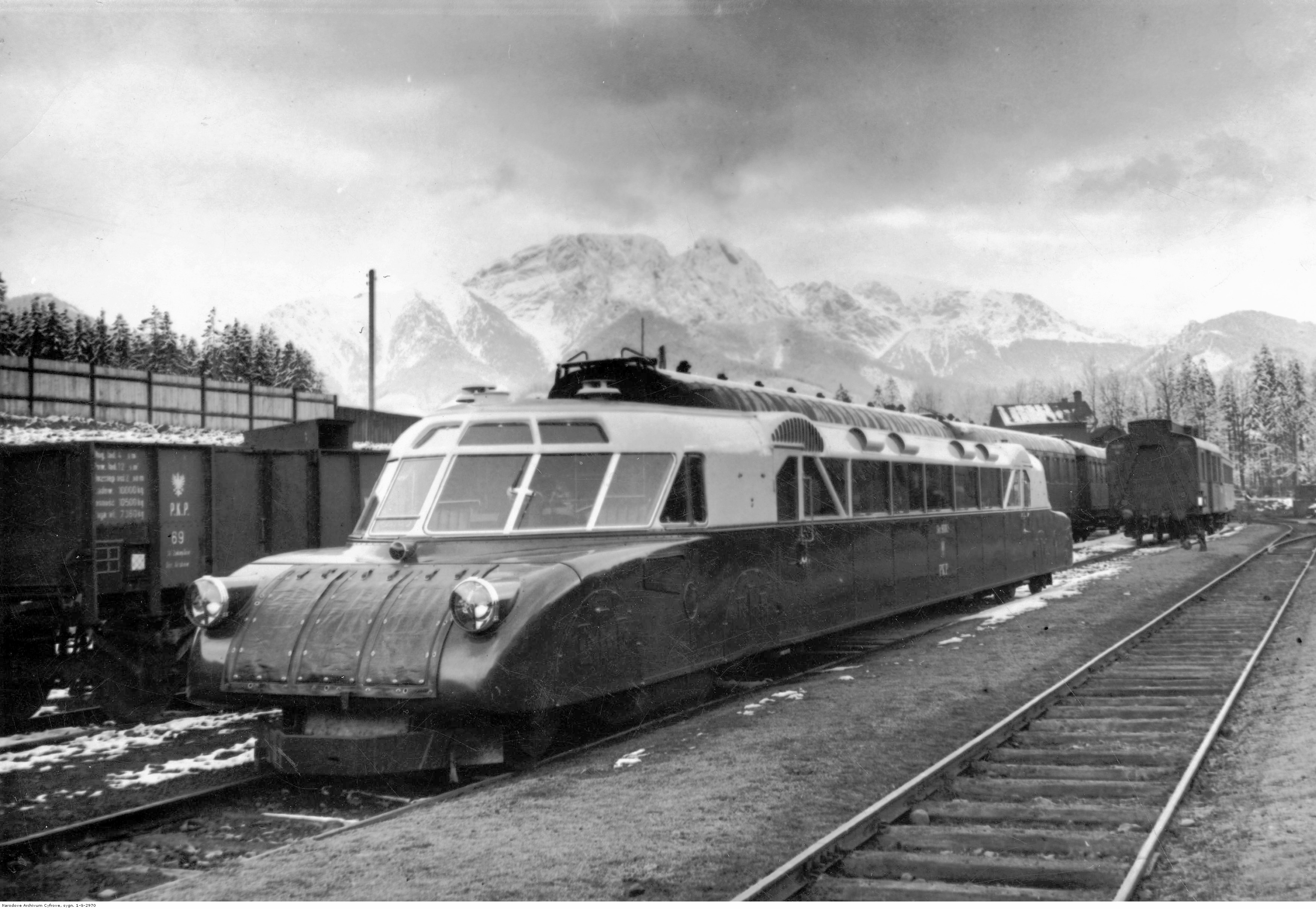
Luxtorpeda in Zakopane 1936

Von 1933 bis 1939 fertigte das polnische Unternehmen Fablok die Luxtorpeda in seinen Werken in Chrzanów als Lizenzbau der Österreichischen BBÖ VT 63. Der Konstrukteur Klemens Stefan Sielecki entwickelte diese Fahrzeuge erfolgreich weiter, der dieselhydraulische Antrieb der Triebwagen erfolgte nun durch 125 PS starke Dieselmotore von MAN.

## Belgien

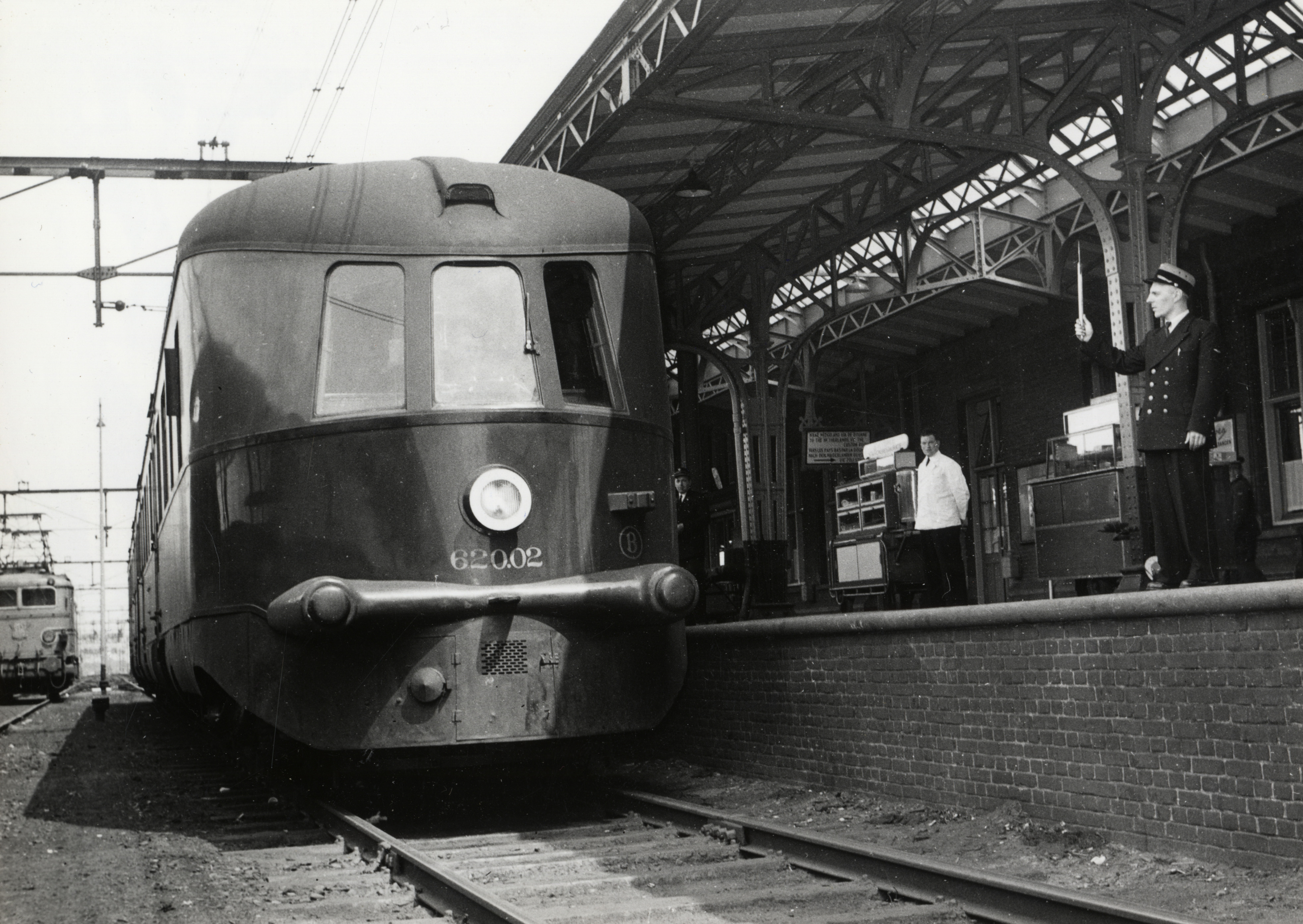
Abfahrt eines SNCB 620 (1954)

Angeregt durch die Erfolge von Schnelltriebwagen im benachbarten Ausland, ließen auch die SNCB in den Jahren 1934–1939 mehrere Baureihen aerodynamisch geformter Schnelltriebwagen bei Baumé & Marpent und La Brugeoise anschaffen, deren Konzeption und Aussehen eine Verwandtschaft mit dem deutschen Vorbild nicht leugnen ließen. Es waren dies u. a. die SNCB-Baureihen 620, 652–654 und 656, welche je nach Reihe über elektrische Kraftübertragung, hydraulische oder mechanische Getriebe verfügten. Die Dieselmotore waren von den Herstellern Maybach, Frichs oder SEM Gent (Lizenz Ganz-Jendrassik).
Die 1934 in einem Exemplar gebaute, zweiteilige Baureihe 652 verfügte analog zum DR 877 über eine von Siemens-Schuckert gelieferte dieselelektrische Kraftübertragung System GEBUS und Dieselmotore Type Maybach GO 56, die eine Höchstgeschwindigkeit von 140 km/h ermöglichten.

## Niederlande

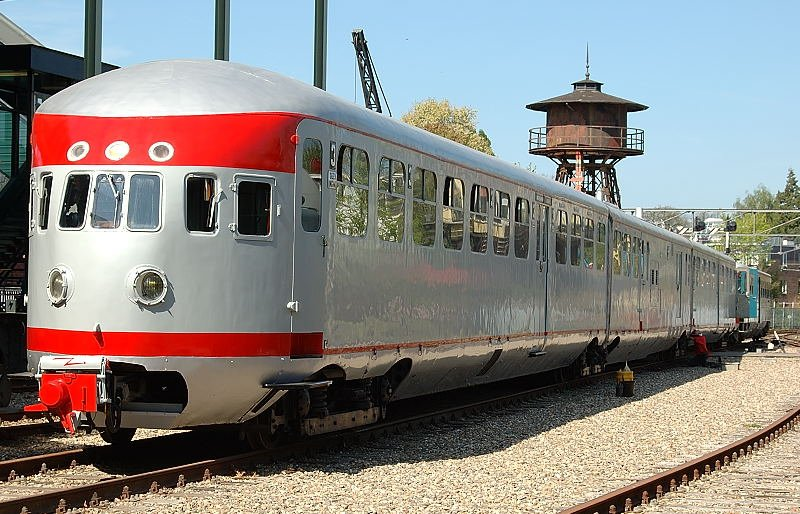
NS Mat'34

Für den Schnellverkehr zwischen den großen Ballungszentren stellte die Nederlandse Spoorwegen im Jahr 1934 die Triebwagen der NS-Baureihe Mat ’34 in Dienst. Obwohl mit 125 km/h Höchstgeschwindigkeit nicht so schnell wie ausländische Pendants, entsprachen die Fahrzeuge durch den Einsatz in Schnellverbindungen, der aerodynamischen Formgebung sowie dem dieselelektrischen Antrieb nach System GEBUS damaligen Schnelltriebwagen.
Im Zuge der zunehmenden Elektrifizierung des niederländischen Bahnnetzes wurden in Folge die elektrisch angetriebenen Baureihen Mat ’35 und Mat ’36 entwickelt, die eine große äußerliche Ähnlichkeit zu den Mat ’34 besaßen. Aufgrund dessen wurden sie im Volksmund auch als „Diesels“ bezeichnet.

## Tschechoslowakei

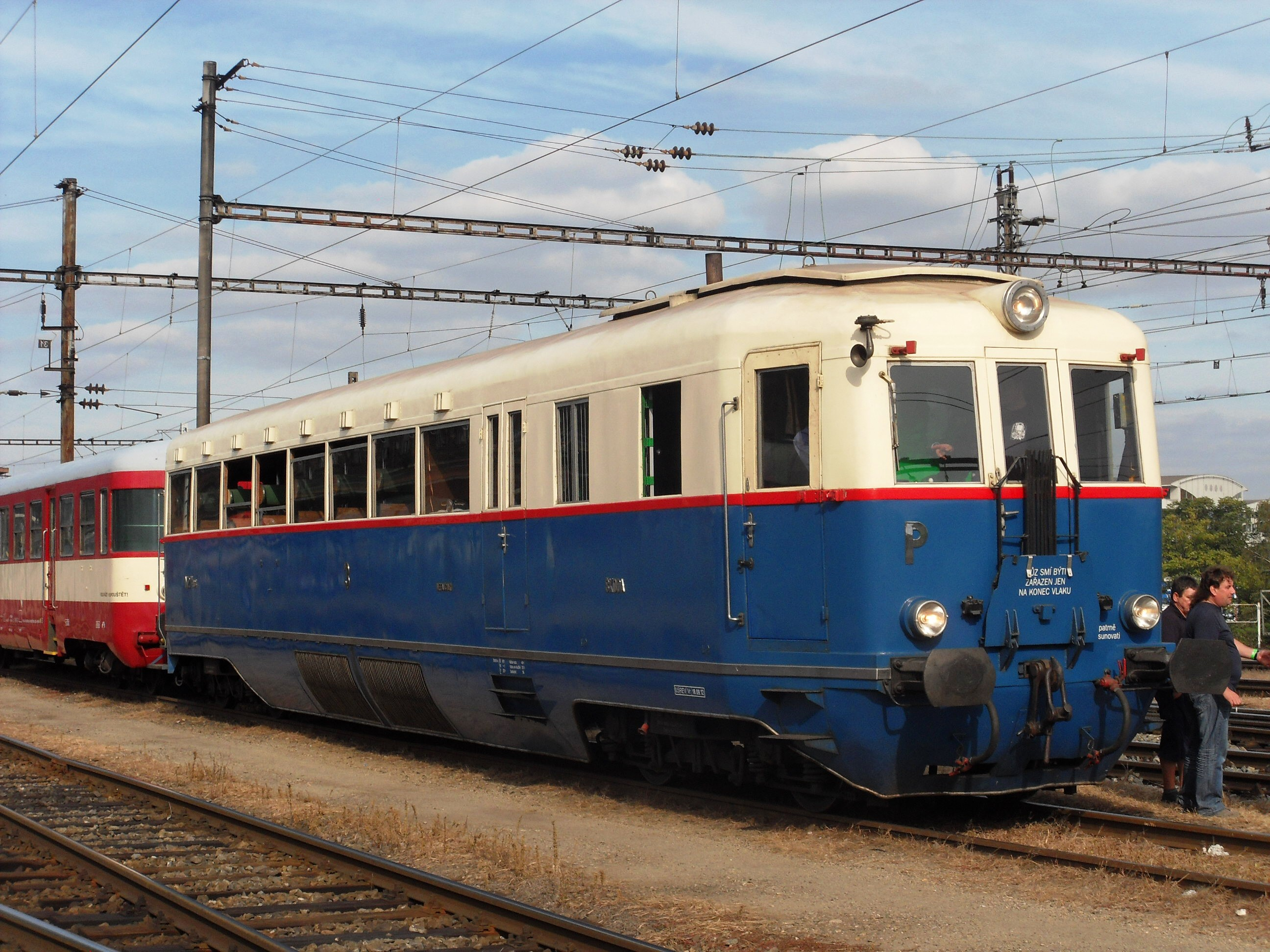
ČSD M 274.0

Die Tschechoslowakischen Staatsbahnen nahmen in den 1930er Jahren mehrere, völlig unterschiedliche Schnelltriebwagen mit teilweise gänzlich verschiedenen Antriebssystemen in Betrieb. Diese erwiesen sich jedoch durchwegs als Erfolg. Zu den bekanntesten tschechischen Schnelltriebwagen zählt die von Škoda gebaute dieselelektrisch angetriebene ČSD-Baureihe M 274.0, Spitzname Modrých šíp (Blauer Pfeil), welche unter anderem im Expressdienst Slovenska strela zwischen Prag und Bratislava eingesetzt wurde.
Bekanntheit erreichten die ebenfalls als Slovenska Strela eingesetzten Triebwagen ČSD M 260.001 (mit dieselmechanischem Antrieb) und die von Tatra gebauten ČSD M 290.001 und 002 mit benzinelektrischer Kraftübertragung nach System Sousedík.

## Italien

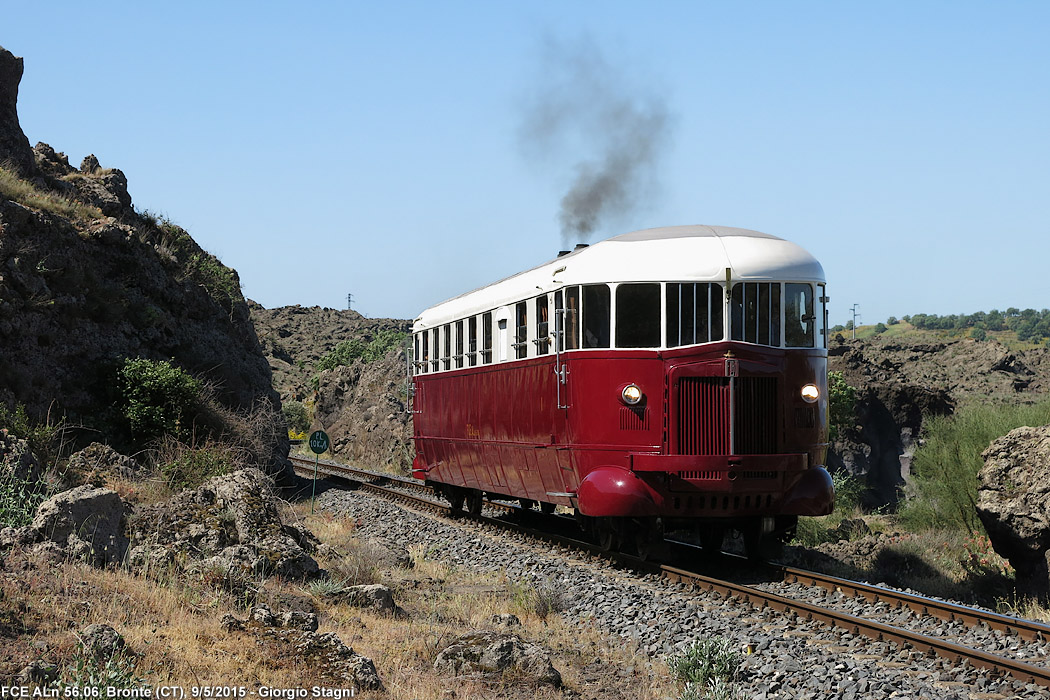
Schmalspurige Littorina der Ferrovia Circumetnea

Auch im faschistischen Italien wurde in den 1930er Jahren der fahrplanmäßige Verkehr von Schnelltriebwagen aufgenommen. Es gab mehrere Baureihen der ursprünglich den Schienenbussen zuzurechnenden und von Fiat Ferroviaria gebauten Littorine, die nach dem Symbol des italienischen Faschismus (dem Liktorenbündel) benannt waren.
Die 1932 erstmals erschienene und auch für Schmalspurbahnen gebaute Littorina erwies sich als sehr großer Erfolg, so dass auch sehr bald elektrisch angetriebene Baureihen wie die ETR 200 in Dienst gestellt wurden. Ein Zug dieser Baureihe stellte am 6. Dezember 1937 zwischen Rom und Neapel mit einer Geschwindigkeit von 201 km/h einen Weltrekord für Elektrotriebzüge auf.